# 巴黎广场

巴黎广场与勃兰登堡门

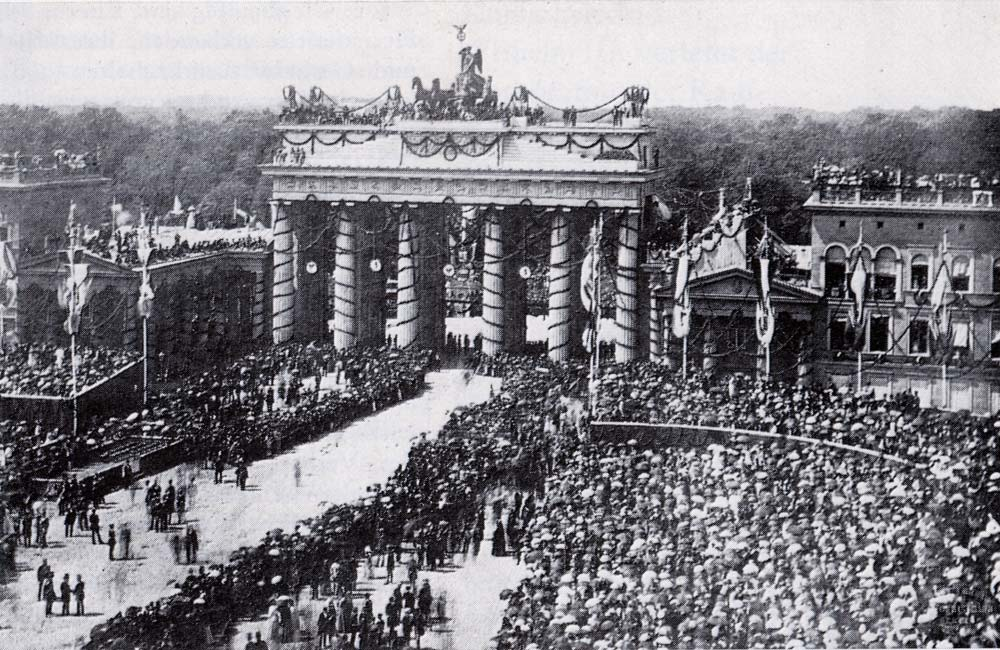
1871年普法战争后的勃兰登堡门和普鲁士军队

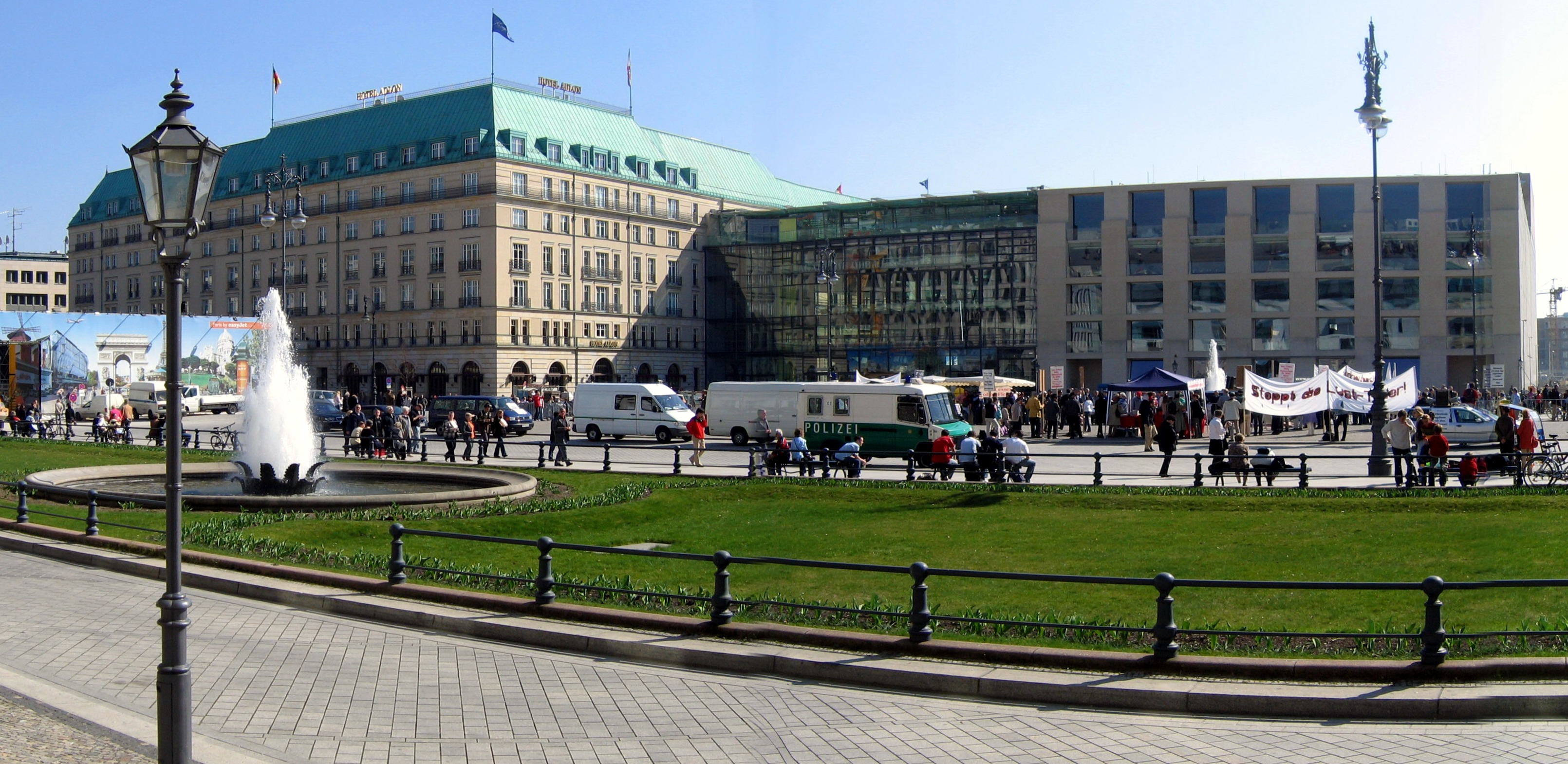
巴黎广场与阿德隆大酒店

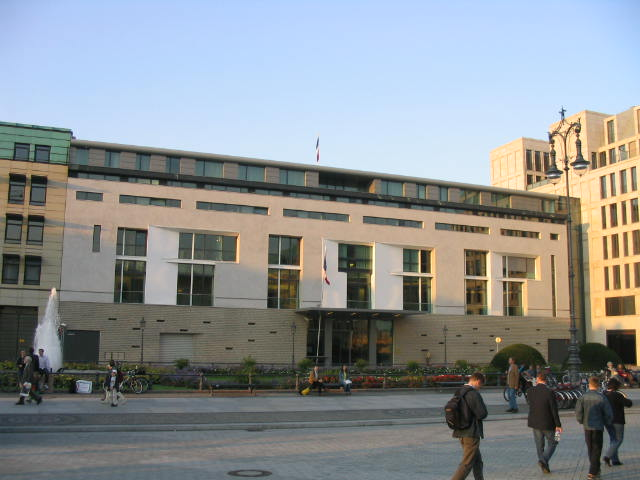
法國駐德國大使館

巴黎广场（Pariser Platz）是德国首都柏林市中心的一个广场，位于勃兰登堡门内，菩提树下大街的西端，西面勃兰登堡门外是大蒂尔加滕公园。它得名于法国首都巴黎，以纪念1814年反法同盟占领巴黎，是该市的主要焦点之一。

## 历史
新古典主义的勃兰登堡门由Carl Gotthard Langhans完成于1790年代初。1814年以前，这个广场简称为广场（Viereck）。1814年3月，普鲁士和盟国的军队在击败拿破仑后占领巴黎，为庆祝这一胜利，而将此处更名为巴黎广场。
在18世纪，勃兰登堡门是柏林西城墙上的主要城门，而巴黎广场是该市的中轴线菩提树下大街的西端，从霍亨索伦王朝到德意志民主共和国，所有政权都在此举行凯旋的军队游行。
第二次世界大战以前，巴黎广场是柏林最宏伟的广场，周边是美国和法国大使馆，最好的旅馆（阿德隆大酒店）、艺术学院，以及一些公寓和写字楼。 
在第二次世界大战末期，由于空袭和炮击，广场周边的所有建筑都变为瓦砾堆。巴黎广场的废墟上唯一残存的建筑物就是勃兰登堡门，被东柏林和西柏林政府所修复。战后，由于柏林墙的修建，这个广场完全荒废，成为分割城市的死亡地带的一部分。 
1990年，柏林重新统一后，达成广泛的共识，认为巴黎广场应该重新成为精美的城市空间。大使馆要迁回，旅馆和藝術館要恢复，要鼓励有声望的商号在广场周围兴建。根据重建规则，屋檐高度必须达到22米，建筑物必须以适当的终点伸向天空，要尽可能广泛地使用石头包层。不过，对于这些规定的解释也很宽泛。

## 巴黎广场上的建筑
以下是巴黎广场上的建筑列表，从勃兰登堡门按照逆时针顺序：
- 勃兰登堡门
- Haus Sommer, Commerzbank使用
- 美国駐德國大使馆
- Palais Wrangel, 德國中央合作銀行使用
- 柏林艺术学院
- 阿德隆大酒店
- 法國駐德國大使館
- Eugen-Gutmann-Haus，德累斯顿银行使用
- Palais am Pariser Platz
- Haus Liebermann
- 肯尼迪博物馆

新的英國駐德國大使館毗邻 Hotel Adlon，但不是直接面临巴黎广场。

## 名人
- 阿希姆·冯·阿尔尼姆（Achim von Arnim）, 诗人和小说家
- 奥古斯特·冯·科策布，剧作家
- 马克思·利伯曼（Max Liebermann）,画家
- Giacomo Meyerbeer，作曲家
- Friedrich Karl von Savigny，法学家
- 阿尔伯特·斯佩尔（Albert Speer），建筑师，纳粹军备部长
- 弗雷德里希·格拉夫·冯·兰格尔（Friedrich von Wrangel）, 普鲁士元帅

## 交通
该广场计划兴建同名的 U-Bahn 车站